# Jampa Tinley Wangchen
Jampa Tinley Wangchen (tibétain : བྱམས་པ་འཕྲིན་ལས་དབང་ཆེན, Wylie : byams pa 'phrin las dbang chen, né à Mysore le 5 juin 1962) est un enseignant bouddhiste tibétain, guéshé, l'un des représentants spirituels du dalaï-lama en Russie.

## Biographie
Guéshé Jampa Thinley est né le 5 juin 1962 à Mysore dans le sud de l'Inde dans une famille de réfugiés tibétains.
Après 7 ans d'études, il est diplômé de l'Institut central des hautes études tibétaines de Sarnath et a obtenu un diplôme de shastri.
En 1994, il devient guéshé, docteur en philosophie bouddhique. À l'âge de 25 ans, il prononce les vœux de moine.
En 1993, il est envoyé en Russie par le dalaï-lama en tant que son représentant spirituel.
Dans le but revivifier la culture spirituelle des Kalmouks, des Bouriates et des Touvains qui avaient pratiqué durant des siècles le bouddhisme tibétain, le Centre de la culture et de l'information du Tibet organisa la première visite en Kalmoukie, Bouriatie et à Touva de Jampa Tinley Wangchen.
Les activités de Jampa Tinley Wangchen sont principalement liées à la Russie et à la Bouriatie et à la renaissance et au développement du bouddhisme.
En 1998, il reçoit la citoyenneté russe.
Il a acquis de nombreux disciples dans toute la Russie. Il est un chef spirituel de plusieurs centres bouddhistes, tels que le Centre bouddhiste de Moscou de Lama Tsongkhapa, le centre Chenrezi à Elista, le centre Manjusri à Kyzyl, le centre Tara à Omsk, le centre Atisha à Irkoutsk, Maitreya à Novosibirsk, Tushita à Oufa, etc.
Il connaît bien l'anglais et a appris le russe.
Tous ses conférences ont été publiées en russe dans de grandes maisons d'éditions.
En 2004, il rend ses vœux de moines, et continue ses activités missionnaires.